# Terje
Terje (Tria) Romániában, Bihar megyében elhelyezkedő falu.

## Fekvése
A Réz-hegység nyúlványai alatt, a Berettyó mentén fekvő kisközség.

## Története
Terje neve az oklevelekben az 1466-os adóösszeírások alkalmával tűnik fel először.
Az 1800-as évek első felében a Baranyi család tagjainak volt itt birtoka. A község melletti hegyekben sok aszfaltot és szenet találtak. Az 1900-as évek elejének adatai szerint a falunak túlnyomóan görögkatolikus vallású oláh, és kevés számú magyar lakosa volt. Házai száma: 127, lakosaié 697 fő volt. Postája: Felső-Derna, távírója és vasúti állomása Margitta volt.